# Callitula pyrrhogaster
Callitula pyrrhogaster är en stekelart som först beskrevs av Walker 1833.  Callitula pyrrhogaster ingår i släktet Callitula och familjen puppglanssteklar. Arten är reproducerande i Sverige. Inga underarter finns listade.